# وولا اوژشووسکا
وولا اوژشووسکا (به لاتین: Wola Orzeszowska) یک روستا در لهستان است که در گمینا میزنا واقع شده‌است. وولا اوژشووسکا ۲۰۰ نفر جمعیت دارد و ۱۷۰ متر بالاتر از سطح دریا واقع شده‌است.